# Daniił Kaszyn
Daniił Nikiticz Kaszyn (w polskiej literaturze spotyka się też spolszczony zapis Daniel Kaszyn), ros. Даниил Никитич Кашин (ur. 1769 lub 1770 w Moskwie, zm. 10 grudnia?/22 grudnia 1841 tamże) – rosyjski kompozytor i dyrygent, zbieracz folkloru muzycznego.

## Życiorys
Urodził się i wychował jako chłop pańszczyźniany należący do generała Gawriiła Bibikowa, utrzymującego własną orkiestrę. Pobierał lekcje u jednego z kapelmistrzów Bibikowa, a później został oddany na naukę u Giuseppe Sartiego, któremu towarzyszył podczas podróży do Besarabii w służbie księcia Grigorija Potiomkina w latach 1788–1790. Na początku lat 90. XVIII wieku prowadził orkiestrę na dworze Bibikowa. Był jednym z pierwszych rosyjskich muzyków, występujących w Moskwie i Petersburgu jako pianista-wirtuoz i dyrygent. W 1799 roku został wyzwolony z poddaństwa i podjął pracę wykładowcy na Uniwersytecie Moskiewskim, gdzie prowadził także orkiestrę. Podczas wojny z Napoleonem pisał utwory o charakterze patriotycznym, m.in. Zaszczitniki Pietrowa grada.
Zajmował się zbieraniem rosyjskich pieśni ludowych, które następnie opracowywał na głos i fortepian. Wydał zbiór Russkije narodnyje piesni (3 tomy, Moskwa 1833–1834).  W latach 1806–1809 wydawał pismo „Żurnał otieczestwiennoj muzyki. Od 1840 roku prowadził w Moskwie własną szkołę muzyczną, w której uczył śpiewu, harmonii i gry na fortepianie. Skomponował opery Natalja, bojarskaja docz (wyst. częściowo Moskwa 1800) , Sielskij prazdnik (wyst. Moskwa 1807 ) i Olga priekrasnaja (wyst. Moskwa 1809) oraz prolog wokalno-instrumentalny Bojan, driewnij piesnopiewiec sławian (wyk. Moskwa 1808), pisał też utwory kameralne, utwory chóralne i pieśni.